# Altweilnau
Altweilnau is een plaats in de Duitse gemeente Weilrod, deelstaat Hessen, en telt 658 inwoners (2007).

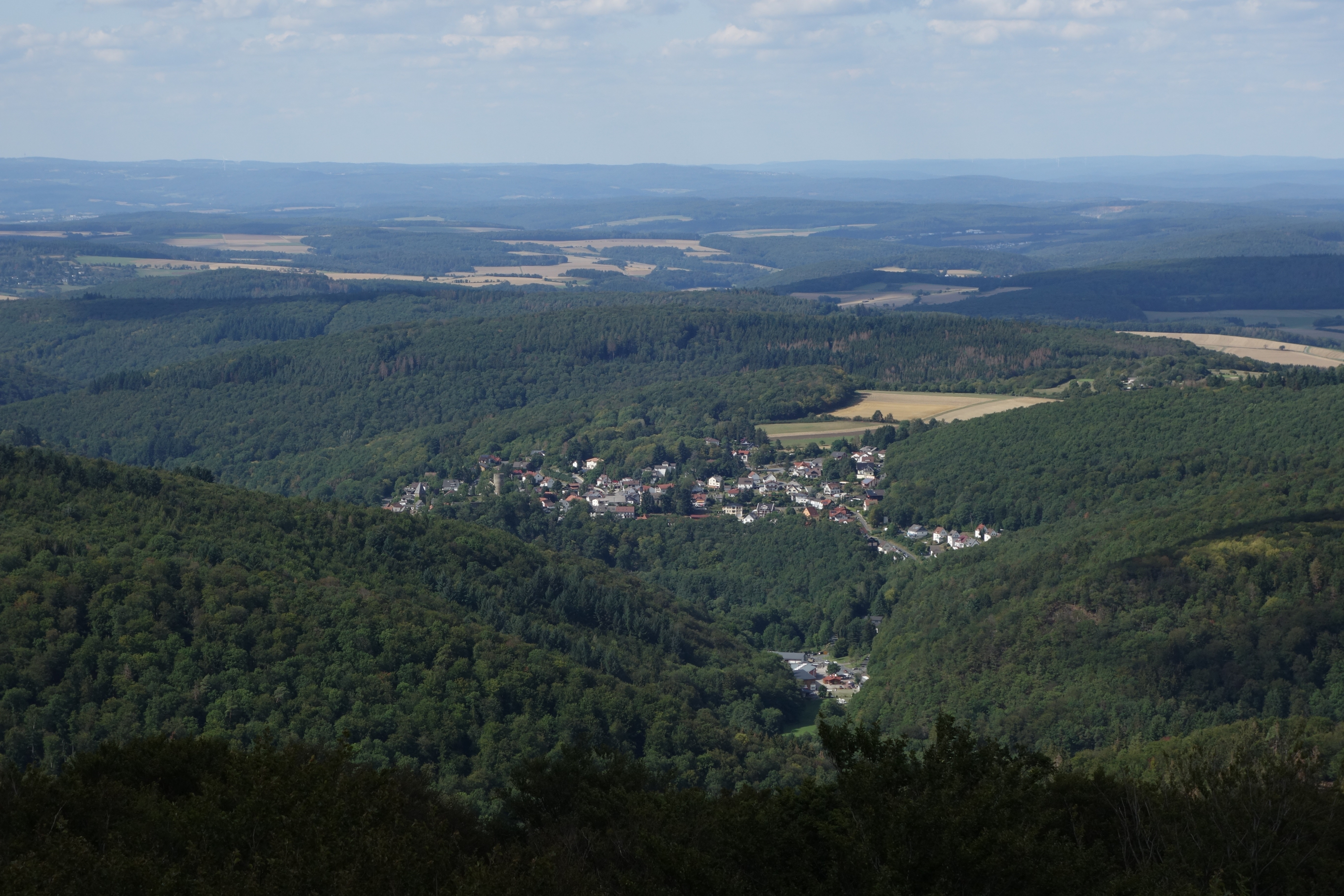
Altweilnau gezien vanuit het zuiden, vanaf de uitkijktoren op de berg Pferdskopf